# Sollevamento pesi ai Giochi della XXI Olimpiade - Pesi leggeri
La competizione della categoria pesi leggeri (fino a 67,5 kg) di sollevamento pesi ai Giochi della XXI Olimpiade si è svolta il giorno 21 luglio 1976 all'Aréna Saint-Michel di Montréal.

## Regolamento
La classifica era ottenuta con la somma delle migliori alzate delle seguenti 2 prove:
- Strappo
- Slancio

Su ogni prova ogni concorrente aveva diritto a tre alzate. In caso di parità vinceva il sollevatore che pesava meno.

## Risultati
| Pos.    | Atleta                  | Nazione          | Peso Atleta | Strappo | Strappo | Strappo | Strappo | Slancio | Slancio | Slancio | Slancio | Totale     |
| Pos.    | Atleta                  | Nazione          | Peso Atleta | 1       | 2       | 3       | Tot     | 1       | 2       | 3       | Tot     | Tot        |
| ------- | ----------------------- | ---------------- | ----------- | ------- | ------- | ------- | ------- | ------- | ------- | ------- | ------- | ---------- |
| Oro     | Petro Korol'            | Unione Sovietica | 67,10       | 130,0   | 135,0   | 135,0   | 135,0   | 170,0   | 170,0   | 175,0   | 170,0   | 305,0      |
| Argento | Daniel Senet            | Francia          | 67,00       | 130,0   | 130,0   | 135,0   | 135,0   | 160,0   | 165,0   | 165,0   | 160,0   | 300,0      |
| Bronzo  | Kazimierz Czarnecki     | Polonia          | 66,70       | 130,0   | 135,0   | 135,0   | 130,0   | 165,0   | 170,0   | 170,0   | 165,0   | 295,0      |
| 4       | Günter Ambraß           | Germania Est     | 67,10       | 125,0   | 130,0   | 130,0   | 125,0   | 165,0   | 170,0   | 172,5   | 170,0   | 295,0      |
| 5       | Yatsuo Shimaya          | Giappone         | 66,65       | 122,5   | 127,5   | 130,0   | 127,5   | 160,0   | 165,0   | 167,5   | 167,5   | 292,5      |
| 6       | Tony Urrutia            | Cuba             | 67,40       | 130,0   | 135,0   | 135,0   | 130,0   | 162,5   | 162,5   | 162,5   | 162,5   | 292,5      |
| 7       | Werner Schraut          | Germania Ovest   | 67,35       | 127,5   | 132,5   | 132,5   | 127,5   | 162,5   | 162,5   | 167,5   | 162,5   | 290,0      |
| 8       | Roland Chavigny         | Francia          | 67,20       | 125,0   | 130,0   | 130,0   | 130,0   | 150,0   | 155,0   | 157,5   | 155,0   | 285,0      |
| 9       | Kevin Welch-Kennedy     | Regno Unito      | 67,15       | 127,5   | 132,5   | 132,5   | 127,5   | 155,0   | 155,0   | 160,0   | 155,0   | 282,5      |
| 10      | Walter Legel            | Austria          | 66,85       | 120,0   | 125,0   | 125,0   | 120,0   | 147,5   | 152,5   | 160,0   | 160,0   | 272,5      |
| 11      | Dan Cantore             | Stati Uniti      | 67,15       | 120,0   | 125,0   | 125,0   | 120,0   | 152,5   | 152,5   | 157,5   | 152,5   | 272,5      |
| 12      | Kemal Başkır            | Turchia          | 66,85       | 117,5   | 122,5   | 125,0   | 125,0   | 145,0   | 150,0   | 150,0   | 145,0   | 270,0      |
| 13      | Gottfried Langthaler    | Austria          | 67,15       | 117,5   | 117,5   | 122,5   | 117,5   | 145,0   | 152,5   | 152,5   | 152,5   | 270,0      |
| 14      | Francisco Mateos        | Spagna           | 67,20       | 120,0   | 125,0   | 125,0   | 120,0   | 150,0   | 150,0   | 150,0   | 150,0   | 270,0      |
| 15      | Alan Winterbourne       | Regno Unito      | 66,75       | 115,0   | 115,0   | 120,0   | 115,0   | 152,5   | 157,5   | 157,5   | 152,5   | 267,5      |
| 16      | Julio Martínez          | Porto Rico       | 67,05       | 112,5   | 117,5   | 122,5   | 117,5   | 142,5   | 147,5   | 147,5   | 142,5   | 260,0      |
| 17      | Warino Lestanto         | Indonesia        | 66,45       | 110,0   | 110,0   | 115,0   | 110,0   | 145,0   | 145,0   | 150,0   | 145,0   | 255,0      |
| 18      | Sergio Moreno           | Nicaragua        | 63,20       | 92,5    | 100,0   | 100,0   | 92,5    | 125,0   | 132,5   | 132,5   | 125,0   | 217,5      |
| –       | Elefterios Stefanudakis | Grecia           | 67,15       | 115,0   | 120,0   | 122,5   | 120,0   | 140,0   | 140,0   | 140,0   | -       | DNF        |
| –       | Yūsaku Ono              | Giappone         | 67,50       | 125,0   | 130,0   | 130,0   | 125,0   | 160,0   | 160,0   | 160,0   | -       | DNF        |
| –       | Dušan Drška             | Cecoslovacchia   | 66,65       | 127,5   | 132,5   | 132,5   | 127,5   | 165,0   | 165,0   | 165,0   | -       | DNF        |
| –       | Phillip Sue             | Nuova Zelanda    | 67,35       | 117,5   | 117,5   | 117,5   | -       | -       | -       | -       | -       | DNF        |
| –       | Zbigniew Kaczmarek      | Polonia          | 67,10       | 130,0   | 130,0   | 135,0   | 135,0   | 167,5   | 172,5   | 175,0   | 172,5   | DQ [307.5] |